# 隆慶市
隆慶市（越南语：／）是越南同奈省下辖的一个省辖市。

## 地理
隆庆市东和东北接春禄县，西和西北接统一县，南接锦美县，北接定贯县。

## 历史
2003年8月21日，隆庆县以春禄市镇、春立社、泡莲社、率椥社、平禄社、保光社、保荣社、春新社、春清社1市镇8社析置隆庆市社；春禄市镇分设为春中坊、春清坊、春安坊、春平坊、春和坊、富平坊、泡簪社，春清社更名为杭棍社。
2015年12月29日，隆庆市社被评定为三级城市。
2019年4月10日，保荣社改制为保荣坊，泡莲社改制为泡莲坊，率椥社改制为率椥坊，春立社改制为春立坊，春新社改制为春新坊；隆庆市社改制为隆庆市。
2024年9月28日，越南国会常务委员会通过决议，自2024年11月1日起，春中坊和春清坊并入春安坊。

## 行政区划
隆庆市下辖9坊4社，市人民委员会位于春安坊。
- 保荣坊（Phường Bảo Vinh）
- 泡莲坊（Phường Bàu Sen）
- 富平坊（Phường Phú Bình）
- 率椥坊（Phường Suối Tre）
- 春安坊（Phường Xuân An）
- 春平坊（Phường Xuân Bình）
- 春和坊（Phường Xuân Hòa）
- 春立坊（Phường Xuân Lập）
- 春新坊（Phường Xuân Tân）
- 保光社（Xã Bảo Quang）
- 泡簪社（Xã Bàu Trâm）
- 平禄社（Xã Bình Lộc）
- 杭棍社（Xã Hàng Gòn）

## 交通
- 越南鐵路
  - 南北線：隆慶站